# Бельское (Вологодская область)
Бельское — деревня в Чагодощенском районе Вологодской области.
Входит в состав Лукинского сельского поселения, с точки зрения административно-территориального деления — в Лукинский сельсовет.
Расстояние по автодороге до районного центра Чагоды — 49 км, до центра муниципального образования деревни Анишино — 8 км. Ближайшие населённые пункты — Горка, Наумовское, Русино.
По переписи 2002 года население — 17 человек.